# Fluoropolymère
Un fluoropolymère ou polymère fluoré est un polymère dont le motif de répétition est un fluorocarbure, et qui comprend donc de multiples liaisons carbone-fluor fortes. Les fluoropolymères sont en général caractérisés par une grande résistance aux solvants, acides et bases.

## Histoire
Les fluoropolymères furent découverts accidentellement en 1938 par le Dr Roy Plunkett alors qu'il polymérisait du tétrafluoroéthylène pour former du polytétrafluoroéthylène (PTFE, plus connu sous la marque Téflon de DuPont).

## Monomères
Ces différents monomères peuvent être utilisés pour synthétiser des fluoropolymères :
- éthylène (E) ;
- propylène (P) ;
- fluorure de vinyle (VF1) ;
- fluorure de vinylidène (VDF ou VF2) ;
- tétrafluoroéthylène (TFE) ;
- hexafluoropropylène (HFP) ;
- perfluoropropylvinyléther (PPVE) ;
- perfluorométhylvinyléther (PMVE) ;
- chlorotrifluoroéthylène (CTFE) : CFCl=CF2.

## Exemples
| Fluoropolymère                              | Noms commerciaux                                                                       | Monomère(s) | Point de fusion |
| ------------------------------------------- | -------------------------------------------------------------------------------------- | ----------- | --------------- |
| Poly(fluorure de vinyle) (PVF)              | Tedlar de DuPont                                                                       | VF1         | 200 °C          |
| Poly(fluorure de vinylidène) (PVDF)         | Kynar d'Arkema, Solef et Hylar de Solvay Solexis, Dyflor et Foraflon                   | VF2         | 175 °C          |
| Polytétrafluoroéthylène (PTFE)              | Téflon de DuPont, Algoflon et Polymist de Solvay Solexis, Hostalen, Hostaflon et Fluon | TFE         | 327 à 342 °C    |
| Polychlorotrifluoroéthylène (PCTFE)         | Aclon, Fluon, Halon, Hostaflon, Kel-F, Neoflon, Plaskon, Voltalef                      | CTFE        | 213 °C          |
| Perfluoroalkoxy (PFA)                       | Téflon de DuPont, Hyflon de Solvay Solexis                                             | PPVE + TFE  | 305 °C          |
| Éthylène propylène fluoré (FEP)             | Téflon de DuPont                                                                       | HFP + TFE   | 274 à 295 °C    |
| Éthylène tétrafluoroéthylène (ETFE)         | Tefzel de DuPont, Fluon d'Asahi Glass                                                  | TFE + E     | 265 °C          |
| Polyéthylènechlorotrifluoroéthylène (ECTFE) | Halar de Solvay Solexis                                                                | CTFE + E    | 240 à 247 °C    |
| Perfluoropolyéther (PFPE)                   | Fomblin et Galden de Solvay Solexis                                                    |             |                 |
| Perfluorosulfonique acide (PFSA)            | Nafion de DuPont                                                                       |             |                 |
| Perfluoropolyoxétane                        |                                                                                        |             |                 |
| Fluoroélastomères                           |                                                                                        |             |                 |

## Propriétés
Les fluorpolymères peuvent être soit thermodurcissables soit thermoplastiques. Ils peuvent être homopolymères ou copolymères (ex. : éthylène tétrafluoroéthylène).
Les fluoropolymères partagent les propriétés des fluorocarbures, notamment le fait qu'ils ne sont pas aussi sensibles aux forces de van der Waals que les hydrocarbures. Ceci participe à leurs propriétés anti-adhérentes et réductrices de friction. Ils sont aussi stables en raison de la stabilité qu'apportent les multiples liaisons carbone-fluor au composé. Cette stabilité est thermique (thermostabilité), aux ultraviolets et à un grand nombre de produits chimiques (inertie chimique). Ils sont hydrophobes et oléophobes et ont un faible indice de réfraction.
Le tableau suivant liste les principales propriétés des principaux fluoropolymères, :
| Propriété                                                | Méthode ASTM | Unité   | PTFE    | FEP         | PFA          | ETFE        | ECTFE   | PCTFE  | PVDF   |
| -------------------------------------------------------- | ------------ | ------- | ------- | ----------- | ------------ | ----------- | ------- | ------ | ------ |
| Masse volumique                                          | D792         | g/cm3   | 2,17    | 2,12 - 2,17 | 2,12, - 2,17 | 1,73 -1,74  | 1,7     | 1,7    | 1,78   |
| Indice de réfraction                                     |              | -       |         | 1,34        | 1,34 - 1,345 | 1,4         |         |        |        |
| Limite d'élasticité                                      | D638         | MPa     | 17      | 23          | 27           | 48          | 48      | 42     | 54     |
| Allongement à la rupture                                 | D638         | %       | 200-500 | 250-350     | 300          | 200-500     | 200-300 | 80-250 | 20-150 |
| Module de Young                                          | D638         | MPa     | 600     | 500         | 700          | 1 500       | 1 650   | 1 500  | 2 400  |
| Dureté                                                   | D2240        | Shore D | 60      | 57          | 62           | 75          | 75      | 90     | 79     |
| Température de fléchissement sous charge (HDT) à 455 kPa | D648         | °C      | 120     | 70          | 73           | 104         | 115     | 120    | 150    |
| Température de fléchissement sous charge à 1 820 kPa     | D648         | °C      | 50      | 54          | 48           | 71          | 76      | -      | 115    |
| Température de fusion                                    |              | °C      |         | 256 - 260   | 310          | 260 - 267   |         |        |        |
| Température de service continu                           |              | °C      |         | -200 à +260 | -200 à +205  | -200 à +155 |         |        |        |
| Indice limite d'oxygène                                  | D2863        | %       | >95     | >95         | >95          | 30-36       |         |        |        |
| Constante diélectrique mesurée à 1 MHz                   | D150         | -       | 2,1     | 2,1         | 2,1          | 2,6         |         |        |        |

## Applications
- Matériau très utilisé dans les panneaux solaires photovoltaïques pour sa résistance à la chaleur (point de fusion élevé) et sa transparence. Il sert au niveau de la mise en position des cellules et des feuilles de EVA. Sa conductivité électrique permet d'isoler toute la structure de la carcasse du panneau.